# Асигару

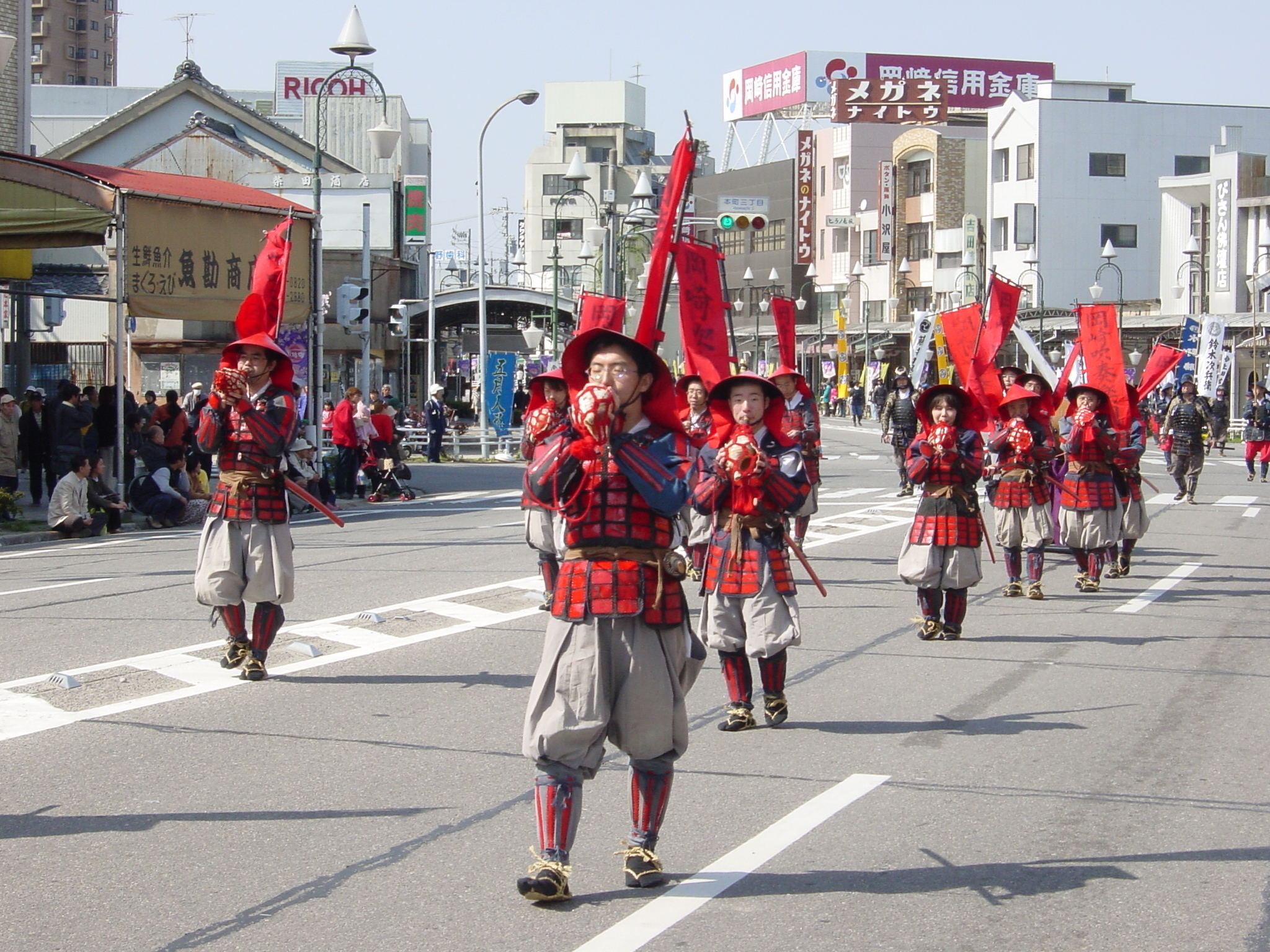
Асигару в окаси татами-до
(буквально в «одалживаемом» складном доспехе, то есть в дешёвых доспехах, принадлежащих феодалу)

Асигару (яп. 足軽, букв. «легконогие», то есть «не прикрытые доспехами») — вид лёгкой пехоты в средневековой Японии, из не-самураев, основным оружием которой были копья-яри, а со второй половины XVI века — аркебузы танегасима. Асигару называют простых пехотинцев японских армий позднего средневековья, которые являлись самой многочисленной частью самурайских армий, а их действия на полях сражений во многом определяли исход противостояний между соперничавшими даймё.

## Истоки
Несмотря на то, что ещё император Тэмму (673—686) предпринял безуспешную попытки создать национальную армию, к X веку Япония полагалась вместо этого на отдельных землевладельцев, которые выставляли своих вооружённых людей. Эти землевладельцы, владеющие лошадьми, были зачинателями класса самураев, а крестьяне, которые обрабатывали для них землю, во время войны становились обычными пехотинцами. Эти пехотинцы могли иметь давние связи и лояльность к землевладельцам, которые восходили ко многим поколениям.
Каждый фермер в целом также был воином, пока Хидэёси не конфисковал оружие в ходе общенациональной «охоты за мечами» в 1588 году. Каждый асигару получил свои первые уроки менталитета войны от бива-хоси. С другой стороны, декламации «Повести о доме Тайра» также пропагандировали гражданские добродетели: верность, стойкость в невзгодах и гордость за семейную честь.Carl Steenstrup
Самураи-землевладельцы вместе с пехотинцами-крестьянами участвовали во многих войнах и конфликтах, включая монгольские вторжения в Японию в 1274 и 1281 годах. Постоянные военные конфликты XIV—XVI веков вызывали у даймё необходимость периодически нанимать на службу пехотинцев, не отличавшихся особой лояльностью. Подобные наёмники, которым платили только добычей, не были достаточно обучены, поэтому на них не всегда можно было положиться в бою. Эти странствующие пехотинцы в конечном итоге и составили сословие асигару.
В литературе термин асигару впервые встречается  лишь во второй половине XIV века, в «Повести о Великом мире» (Тайхэйки). Но как заметная сила в военной истории Японии, это воинское сословие появляется лишь в конце XV века. Появившаяся в Японии в 1543 году аркебуза (танегасима) немало поспособствовала повышению роли асигару на поле боя и заодно поспособствовала переходу японского оружейного искусства на новую ступень развития. Логичным проявлением этого перехода стали пулестойкие латы, в частности кирасы типа окэгава-до из склёпанных, а не сошнурованных пластин. Дешёвые и прочные окэгава-до производились со второй половины XVI века для экипировки многочисленных солдат-асигару, в больших количествах пополнявших армии даймё. Другим неотъемлемым элементом экипировки асигару стали конические или слабо выпуклые железные каски дзингаса.
Асигару часто становились безземельные крестьяне, которые мечтали изменить своё социальное положение. Также асигару становились так называемые дзи-самураи, имевшие небольшие земельные владения. Существует гипотеза, что знаменитый правитель Японии Тоётоми Хидэёси (1536—1598) происходил из сословия асигару.

## Новое оружие и тактика

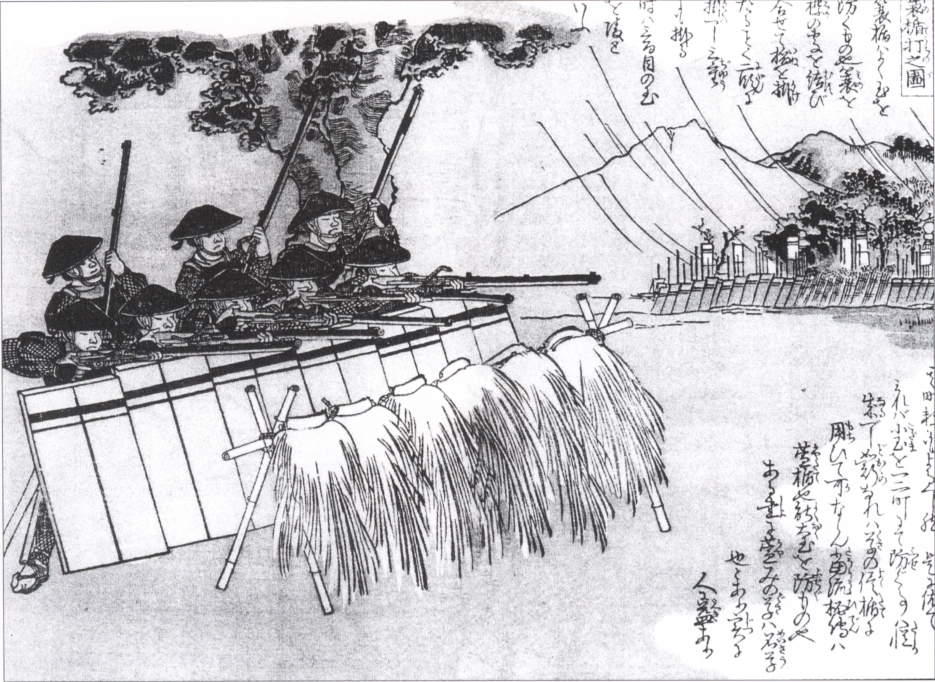
Асигару

Асигару сформировали основу самурайских армий в более поздние периоды. Реальное изменение их статуса началось в середине XVI столетия с получением огнестрельного оружия от португальских и голландских торговцев. Почти немедленно местные даймё начали оснащать собственных асигару новым оружием, которое требовало небольшого срока обучения по сравнению с японским большим луком, требовавшим занятий в течение многих лет.
Преимущество нового оружия оказалось решающим в многочисленных войнах самураев. Особенно ярко это было продемонстрировано в битве при Нагасино в 1575 году, когда тщательно размещённые асигару своим ружейным огнём остановили атаку элитной «красной» конницы Такэды против рубежей обороны клана Ода и сломали хребет всей его армии (событие показано в финальной сцене фильма «Тень воина»).
После этой битвы асигару стали выступать в роли мощного дополнения к традиционным самураям. Их активно использовали во время вторжений в Корею в 1592 и 1597 годах. Если в первом вторжении соотношение мушкетов и луков было 2:1, то во втором уже 4:1, так как огнестрельное оружие показало свою эффективность. Позже асигару также использовались во время войны на территории современного Китая.

## Конец эпохи асигару
После объединения Японии под властью династии правителей Токугава в стране прекратились все междоусобные войны. Ввиду этого необходимость в содержании отрядов асигару отпала сама собой.